# Claude-Victor Perrin
Claude-Victor Perrin, Victor (ur. 7 grudnia 1764 w Lamarche, zm. 1 marca 1841 w Paryżu) – francuski marszałek doby wojen napoleońskich.

## Życiorys
Syn królewskiego notariusza. Za obronę Republiki został jako 29-latek generałem.
W 1805 został ambasadorem w Danii i został Wielkim Oficerem Legii Honorowej. W latach 1806–1807 walczył z Prusakami i Rosjanami, po 1808 – w Hiszpanii m.in. pod Somosierrą i pod Barrosą. Za zasługi dostał od Napoleona awans na marszałka i tytuł księcia Belluno.
Brał udział w przegranej kampanii rosyjskiej roku 1812 oraz w bitwie pod Lipskiem (1813). Po abdykacji Napoleona został Kawalerem Złotego Runa, Komandorem portugalskiego Orderu Chrystusa oraz otrzymał Krzyż Wielki Orderu Karola III. W czasie 100 dni Napoleona został przy Burbonach, w odpowiedzi Napoleon usunął go z listy marszałków, ale pozwolił mu zachować emeryturę. Po powrocie do władzy król nadał mu tytuł para Francji. Następnie został mianowany przewodniczącym komisji, która badała oficerów, którzy służyli u boku Napoleona podczas Stu Dni. Pochowany na Cmentarzu Père-Lachaise w Paryżu.

## Upamiętnienie
2 marca 1864 jego imieniem nazwano bulwar w 15. dzielnicy Paryża (Boulevard Victor).